# Ришкова
Ришкова (рум. Rîșcova) — село у Кріуленському районі Молдови. Утворює окрему комуну.

## Населення
За даними перепису населення 2004 року у селі проживали 1087 осіб.
Національний склад населення села:
| Національність       | Кількість осіб | Відсоток   |
| -------------------- | -------------- | ---------- |
| молдавани румуни     | 1039 2         | 95,6% 0,2% |
| українці             | 41             | 3,8%       |
| росіяни              | 4              | 0,4%       |
| інша / без відповіді | 1              | 0,1%       |
| Всього               | 1087           | 100%       |